# 手塚留美子
手塚留美子（日语：手塚 るみ子，1964年4月30日—）是一位地球环境运动家，同时也是日本漫画家手塚治虫的长女，映像作家手塚真的妹妹。丈夫為漫畫家桐木憲一。

## 生平
1964年，手塚留美子出生於東京練馬區，是手塚治虫的長女（第二子）。入讀成蹊小學、成蹊中學，在成蹊大學文學部文化學科畢業並在I&S廣告社擔任代理。主要負責活動促銷活動的規劃。1989年2月9日手冢治虫逝世後，開始參與製作父親的作品以及各種企劃案。目前以企劃者的身份在多方面活動。